# Статья 15 Конвенции о защите прав человека и основных свобод
Статья 15 Европейской конвенции о правах человека (ЕКПЧ) позволяет договаривающимся государствам отступать от определенных прав, гарантированных Конвенцией, во время «войны или другого чрезвычайного положения, угрожающего жизни нации».

## Условия
Допустимые отступления в соответствии со статьей 15 должны соответствовать трем основным условиям:
1. должно произойти чрезвычайное положение, угрожающее жизни нации;
2. любые меры, принимаемые в ответ, должны "строго требоваться остротой ситуации"; и
3. меры, принимаемые в ответ на это, должны соответствовать другим обязательствам государства по международному праву.

Помимо этих основных требований, отступление должно быть разумным с процедурной точки зрения. Должно быть официальное объявление об отступлении и уведомление об отступлении и любых принятых в соответствии с ним мерах, а о прекращении отступления необходимо сообщить Генеральному секретарю Совета Европы. 
По состоянию на 2016 год восемь государств-членов когда-либо ссылались на отступления.  Суд вполне снисходительно признает отступления государства от Конвенции, но применяет более тщательную проверку при принятии решения о том, являются ли меры, принимаемые государствами в рамках отступления, «строго необходимыми в соответствии с остротой ситуации». Таким образом, в A. против Соединенного Королевства, Суд отклонил иск о том, что отступление, поданное британским правительством в ответ на теракты 11 сентября, было недействительным, но затем пришел к выводу, что меры, принятые Соединенным Королевством в соответствии с этим отступлением, были несоразмерными. 
Для того чтобы отступление было действительным, необходимо, чтобы оно:
- было вызвано фактическими или неизбежными, при этом государствам не нужно ждать, пока разразятся стихийные бедствия, прежде чем принимать превентивные меры; [4]
- вовлекало всю нацию, хотя угроза, ограниченная конкретным регионом, может рассматриваться как «угроза жизни нации» в этом конкретном регионе; [5]
- угрожало продолжению организованной жизни общества; [6]
- в исключительных случаях, когда меры и ограничения, разрешенные Конвенцией, были бы «явно недостаточными» для устранения чрезвычайной ситуации.

## Дела
Примеры таких отступлений включают:
- В деле Греции (Greek case) 1969 года Европейская комиссия по правам человека постановила, что отступление было недействительным, поскольку предполагаемая коммунистическая подрывная деятельность не представляла достаточной угрозы. [7] На сегодняшний день это единственный раз, когда система Конвенции отклонила попытку отступления. [8]
- Операция «Деметриус» (Demetrius) - интернированные без суда и следствия арестованные в ходе операции «Деметриус» не могли жаловаться в Европейскую комиссию по правам человека на нарушения статьи 5, поскольку 27 июня 1975 года Великобритания направила в Совет Европы уведомление о том, что имело место "государственное чрезвычайное положение по смыслу статьи 15 (1) Конвенции". [9]

Разрешительный подход Суда к чрезвычайным ситуациям вызвал критику в академических кругах, утверждая, что он должен уделять больше внимания обоснованности отступлений, чтобы предотвратить их использование в качестве оговорки о защите прав человека.  

## Рекомендации
1. ↑  Article 15(3).
2. ↑  Derogation in time of emergency Архивная копия от 1 ноября 2018 на Wayback Machine ECtHR Press Unit, 2016
3. ↑  Архивная копия от 28 ноября 2018 на Wayback Machine [2009] ECHR 301 paras. 181 and 190.
4. ↑  A v United Kingdom Архивная копия от 28 ноября 2018 на Wayback Machine [2009] ECHR 301 para. 177.
5. ↑  Aksoy v. Turkey (1997) 23 EHRR 553 Архивная копия от 19 августа 2011 на Wayback Machine para 70.
6. ↑  Greek case (1969) 12 YB 1 at 71–72, paras. 152–154.
7. ↑  Nugraha, Ignatius Yordan (2018). Human rights derogation during coup situations. The International Journal of Human Rights. 22 (2): 194–206. doi:10.1080/13642987.2017.1359551.
8. ↑  Ergec, Rusen (2015). À Propos de "Les Organes du Conseil de l'Europe et le Concept de Démocratie dans le Cadre de Deux Affaires Grecques" de Pierre Mertens: Le Conseil de l'Europe et la Démocratie dans les Circonstances Exceptionnelles. Revue belge de Droit international (фр.) (1–2). ISSN 2566-1906.
9. ↑  Dickson, Brice (March 2009). The Detention of Suspected Terrorists in Northern Ireland and Great Britain. University of Richmond Law Review. 43 (3). Архивировано из оригинала 15 мая 2013. Дата обращения: 27 февраля 2021.
10. ↑  Turkut, Emre (2018). Accommodating Security Imperatives v. Protecting Fundamental Rights. Security and Human Rights. 28 (1–4): 62–91. doi:10.1163/18750230-02801002.
11. ↑  Mariniello, Triestino (2019). Prolonged emergency and derogation of human rights: Why the European Court should raise its immunity system. German Law Journal. 20 (1): 46–71. doi:10.1017/glj.2019.3.